# Robyn Nicholls
Robyn Nicholls (8 de maio de 1990) é uma jogadora de polo aquático britânica.

## Carreira
Robyn Nicholls em Londres 2012 integrou a Seleção Britânica de Polo Aquático Feminino que ficou em 8º lugar.